# Les Étilleux
Les Étilleux sont une commune française située dans le département d'Eure-et-Loir en région Centre-Val de Loire.

## Géographie

### Situation
Les Étilleux sont une commune du Parc naturel régional du Perche.

Situation géographique
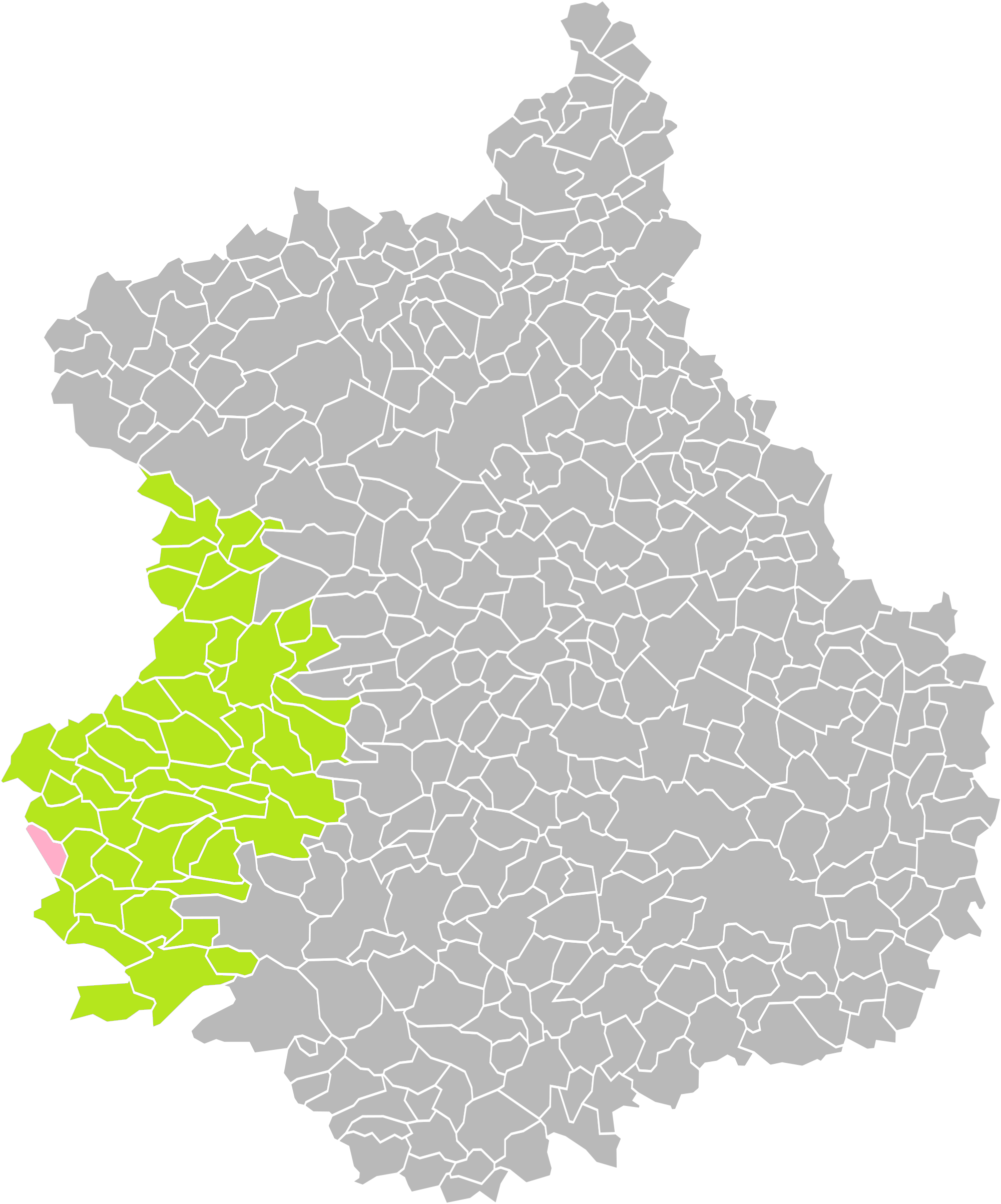
Les Étilleux dans leur arrondissement.
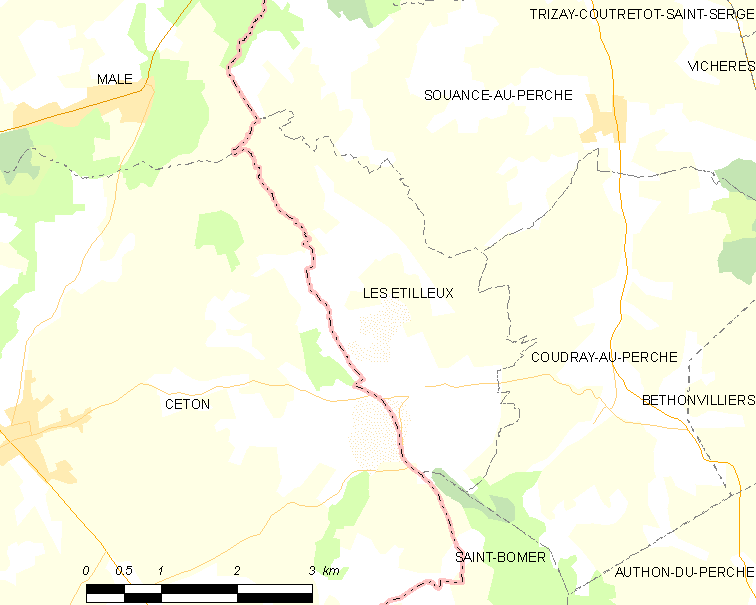
Carte de la commune des Étilleux.

### Communes et département limitrophes
|              | Souancé-au-Perche |                   |
| Ceton (Orne) | des Étilleux      | Coudray-au-Perche |
|              | Saint-Bomer       |                   |

### Climat
Pour des articles plus généraux, voir Climat du Centre-Val de Loire et Climat d'Eure-et-Loir.
En 2010, le climat de la commune est de type climat océanique dégradé des plaines du Centre et du Nord, selon une étude du CNRS s'appuyant sur une série de données couvrant la période 1971-2000. En 2020, Météo-France publie une typologie des climats de la France métropolitaine dans laquelle la commune est exposée à un climat océanique altéré et est dans la région climatique  Normandie (Cotentin, Orne), caractérisée par une pluviométrie relativement élevée (850 mm/a) et un été frais (15,5 °C) et venté. 
Pour la période 1971-2000, la température annuelle moyenne est de 10,5 °C, avec une amplitude thermique annuelle de 14,5 °C. Le cumul annuel moyen de précipitations est de 786 mm, avec 12,2 jours de précipitations en janvier et 7,7 jours en juillet. Pour la période 1991-2020, la température moyenne annuelle observée sur la station météorologique de Météo-France la plus proche, sur la commune de Vichères à 8 km à vol d'oiseau, est de 11,3 °C et le cumul annuel moyen de précipitations est de 731,9 mm,. Pour l'avenir, les paramètres climatiques de la commune estimés pour 2050 selon différents scénarios d'émission de gaz à effet de serre sont consultables sur un site dédié publié par Météo-France en novembre 2022.

## Urbanisme

### Typologie
Au 1er janvier 2024, Les Étilleux sont catégorisés commune rurale à habitat dispersé, selon la nouvelle grille communale de densité à 7 niveaux définie par l'Insee en 2022.
Elle est située hors unité urbaine. Par ailleurs la commune fait partie de l'aire d'attraction de Nogent-le-Rotrou, dont elle est une commune de la couronne,. Cette aire, qui regroupe 25 communes, est catégorisée dans les aires de moins de 50 000 habitants,.

### Occupation des sols
L'occupation des sols de la commune, telle qu'elle ressort de la base de données européenne d’occupation biophysique des sols Corine Land Cover (CLC), est marquée par l'importance des territoires agricoles (99,7 % en 2018), une proportion identique à celle de 1990 (99,7 %). La répartition détaillée en 2018 est la suivante : 
terres arables (55,6 %), prairies (38,6 %), zones agricoles hétérogènes (5,6 %), forêts (0,3 %). L'évolution de l’occupation des sols de la commune et de ses infrastructures peut être observée sur les différentes représentations cartographiques du territoire : la carte de Cassini (XVIIIe siècle), la carte d'état-major (1820-1866) et les cartes ou photos aériennes de l'IGN pour la période actuelle (1950 à aujourd'hui).

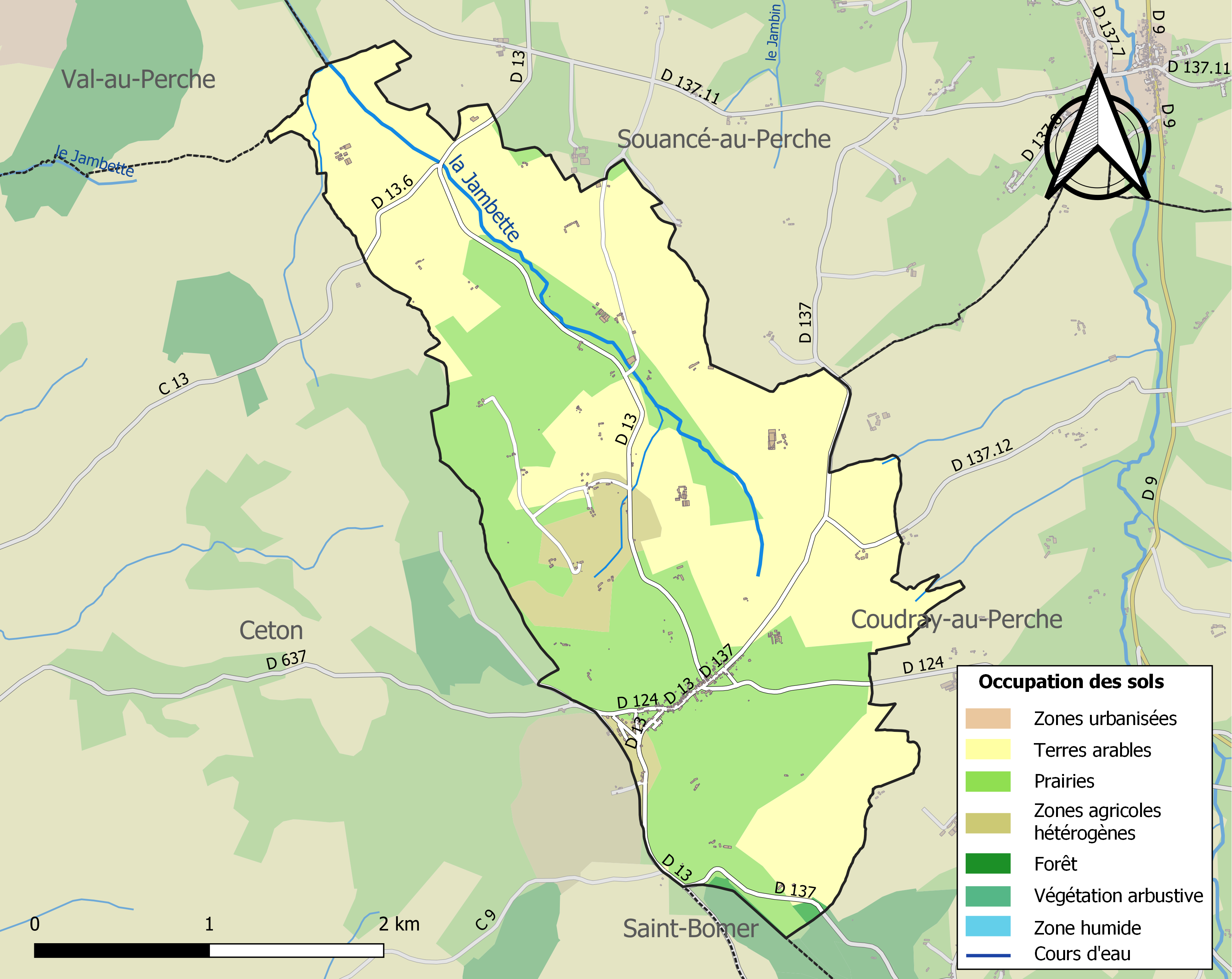
Carte des infrastructures et de l'occupation des sols de la commune en 2018 (CLC).

### Risques majeurs
Le territoire de la commune des Étilleux est vulnérable à différents aléas naturels : météorologiques (tempête, orage, neige, grand froid, canicule ou sécheresse), inondationset séisme (sismicité très faible). Il est également exposé à un risque technologique, le transport de matières dangereuses. Un site publié par le BRGM permet d'évaluer simplement et rapidement les risques d'un bien localisé soit par son adresse soit par le numéro de sa parcelle.

#### Risques naturels
Certaines parties du territoire communal sont susceptibles d’être affectées par le risque d’inondation par débordement de cours d'eau, notamment la Jambette. La commune a été reconnue en état de catastrophe naturelle au titre des dommages causés par les inondations et coulées de boue survenues en 1999,.

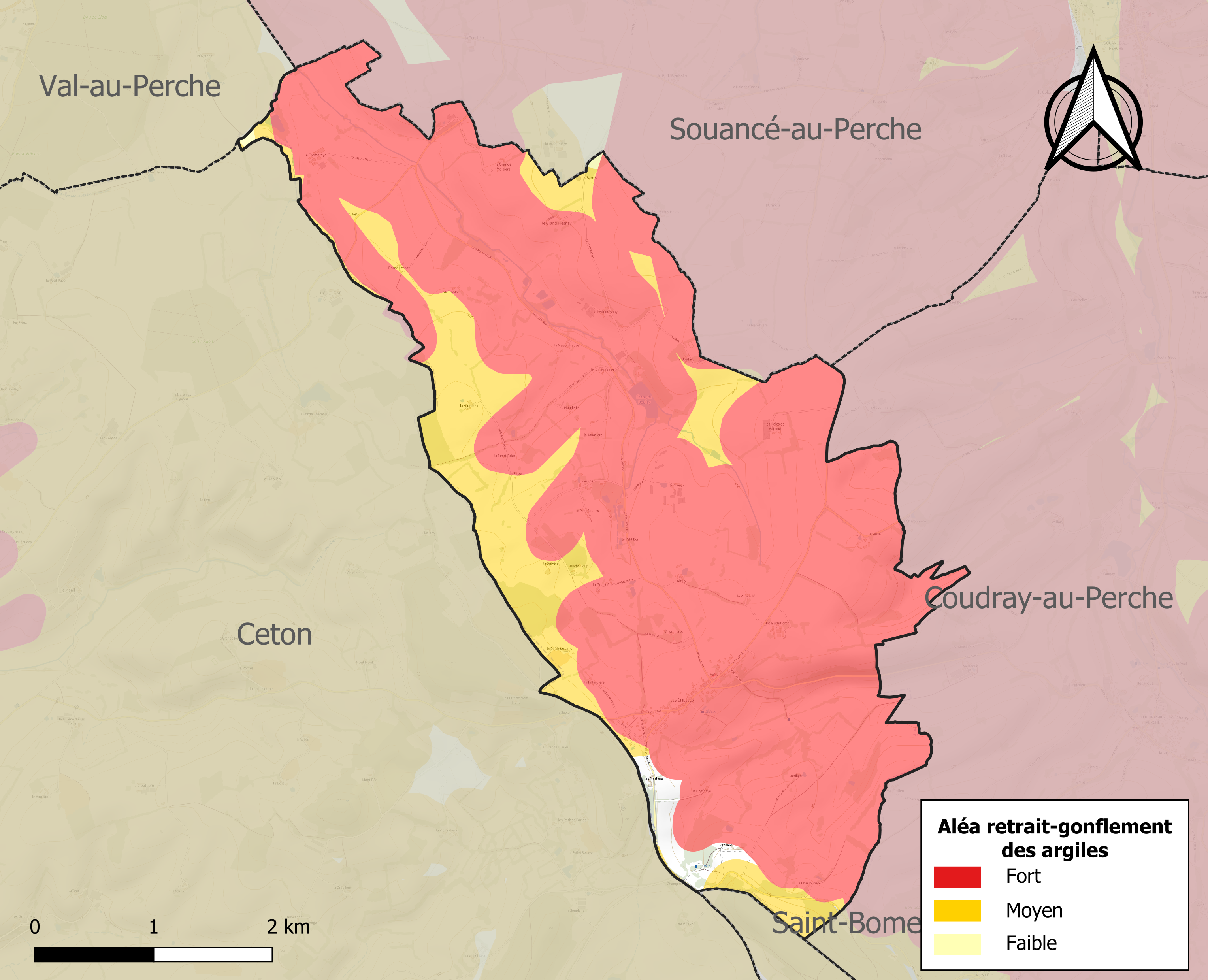
Carte des zones d'aléa retrait-gonflement des sols argileux des Étilleux.

Le retrait-gonflement des sols argileux est susceptible d'engendrer des dommages importants aux bâtiments en cas d’alternance de périodes de sécheresse et de pluie. 98,2 % de la superficie communale est en aléa moyen ou fort (52,8 % au niveau départemental et 48,5 % au niveau national). Sur les 137 bâtiments dénombrés sur la commune en 2019, 135 sont en aléa moyen ou fort, soit 99 %, à comparer aux 70 % au niveau départemental et 54 % au niveau national. Une cartographie de l'exposition du territoire national au retrait gonflement des sols argileux est disponible sur le site du BRGM,.
Concernant les mouvements de terrains, la commune a été reconnue en état de catastrophe naturelle au titre des dommages causés par des mouvements de terrain en 1999.

#### Risques technologiques
Le risque de transport de matières dangereuses sur la commune est lié à sa traversée par des infrastructures routières ou ferroviaires importantes ou la présence d'une canalisation de transport d'hydrocarbures. Un accident se produisant sur de telles infrastructures est en effet susceptible d’avoir des effets graves au bâti ou aux personnes jusqu’à 350 m, selon la nature du matériau transporté. Des dispositions d’urbanisme peuvent être préconisées en conséquence.

## Toponymie
Le nom de la localité est attesté sous les formes Extiliolus (vers 1102) ; Stelliones (1127) ; Stilio (1132) ; « Estellex-in-Burgo-Novo » (1223) ; Estella (vers 1250) ; Les Estilleux (1555) ; Stiliolæ (1626) ; Notre-Dame des Étilleux (1736).

Du bas latin tilietum, tilia ou tilius « tilleul » et suffixe collectif etum, « terrain où abonde le tilleul, terrain planté de tilleuls », qui aboutit régulièrement à teillai, teilloi, tillai, tilloi. On reconnait dans les premières formes le latin vulgaire *tilius différemment suffixé et précédé de la préposition ès « dans les » : le nom signifiait à l’origine que la localité se trouvait « dans les tilleuls ». Réduit en un seul mot Estella au (XIIIe) siècle, le nom a fini par être mal compris et quand le lieu compta plusieurs fermes ou hameaux on les regroupa sous le nom de Les Estilleux, rajoutant un article au pluriel là où il n’en était point besoin, l’article défini pluriel les est une redondance qui apparaît au XVIe siècle, signifiant : « dans la plantation de tilleuls ».

## Politique et administration

### Liste des maires
| Période                                  | Période   | Identité          | Étiquette | Qualité              |
| ---------------------------------------- | --------- | ----------------- | --------- | -------------------- |
| 1900                                     | 1904      | Denis Vallée      |           | Marchand de bestiaux |
| avant 1988                               | ?         | Denis Neveu       |           |                      |
| mars 2001                                | mars 2008 | Janine Chevereau  |           |                      |
| mars 2008                                | mars 2014 | Nathalie Durocher |           |                      |
| mars 2014                                | En cours  | Rudy Buard,       |           | Technicien           |
| Les données manquantes sont à compléter. |           |                   |           |                      |

## Population et société

### Démographie
L'évolution du nombre d'habitants est connue à travers les recensements de la population effectués dans la commune depuis 1793. Pour les communes de moins de 10 000 habitants, une enquête de recensement portant sur toute la population est réalisée tous les cinq ans, les populations de référence des années intermédiaires étant quant à elles estimées par interpolation ou extrapolation. Pour la commune, le premier recensement exhaustif entrant dans le cadre du nouveau dispositif a été réalisé en 2004.

En 2022, la commune comptait 194 habitants, en évolution de −13,78 % par rapport à 2016 (Eure-et-Loir : −0,23 %, France hors Mayotte : +2,11 %).
| 1793 | 1800 | 1806 | 1821 | 1831 | 1836 | 1841 | 1846 | 1851 |
| ---- | ---- | ---- | ---- | ---- | ---- | ---- | ---- | ---- |
| 340  | 321  | 367  | 315  | 383  | 410  | 428  | 436  | 432  |

| 1856 | 1861 | 1866 | 1872 | 1876 | 1881 | 1886 | 1891 | 1896 |
| ---- | ---- | ---- | ---- | ---- | ---- | ---- | ---- | ---- |
| 409  | 415  | 479  | 476  | 468  | 416  | 407  | 383  | 375  |

| 1901 | 1906 | 1911 | 1921 | 1926 | 1931 | 1936 | 1946 | 1954 |
| ---- | ---- | ---- | ---- | ---- | ---- | ---- | ---- | ---- |
| 383  | 377  | 376  | 324  | 315  | 292  | 276  | 284  | 297  |

| 1962 | 1968 | 1975 | 1982 | 1990 | 1999 | 2004 | 2006 | 2009 |
| ---- | ---- | ---- | ---- | ---- | ---- | ---- | ---- | ---- |
| 247  | 233  | 200  | 168  | 184  | 188  | 190  | 188  | 234  |

| 2014 | 2019 | 2022 | - | - | - | - | - | - |
| ---- | ---- | ---- | - | - | - | - | - | - |
| 222  | 212  | 194  | - | - | - | - | - | - |

## Culture locale et patrimoine

### Lieux et monuments

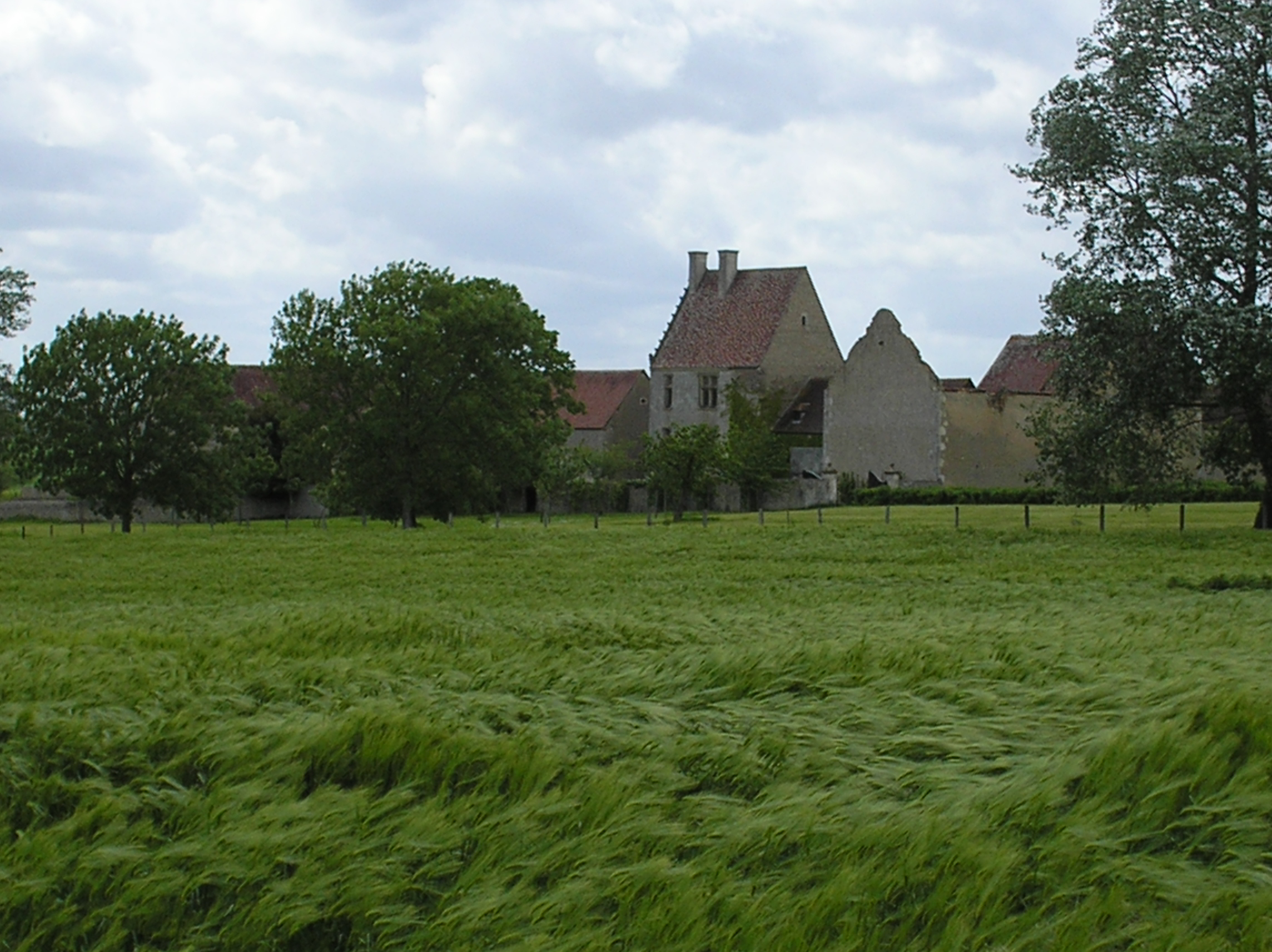
Château du Grand Fresnay.

#### Église Notre-Dame
- Église Notre-Dame (1214), de styles roman et gothique ; époques de construction XIIIe siècle et XVe siècle,  Inscrit MH (2003)[1] ;
- Sculpture d'une Vierge à l'Enfant du XIVe siècle, en pierre polychrome,  Classé MH (1906)[25].

#### Château du Grand Fresnay
Château construit en 1480,  Inscrit MH (1978).

#### Chapelle de l'Hermitage (Ermitage)
Ce site paisible avait été choisi par l'abbé Clément, curé de l'église Saint-Laurent, pour y fonder un ermitage, à son arrivée aux Étilleux en 1841. Il s'était créé une solitude dans un champ qu'il avait acheté avec l'héritage de ses parents. Il menait une vie de trappiste, vivant seul et s'étant interdit la viande. L'Ermitage abrita des religieuses pendant une dizaine d'années et fut reconverti dans les années 1950 en pensionnat pour jeunes filles. Depuis les années 1970 c'est un domaine privé.